# Prefectura Județului Călărași
Prefectura Județului Călărași este un monument istoric aflat pe teritoriul municipiului Călărași.